# El Eternauta (TV-serie)
El Eternauta är en argentinsk science fiction- och dramaserie som hade premiär den 30 april 2025 på Netflix. Serien som består av sex avsnitt är skapad av Bruno Stagnaro och baserad på science fiction-serien El Eternauta av Héctor Germán Oesterheld.

## Handling
Serien utspelar sig i Buenos Aires och när miljontals människor dör i ett snöfall måste Juan Salvo tillsammans med en grupp överlevare motstå ett osynligt hot från en annan värld.

## Rollista (i urval)
- Ricardo Darín – Juan Salvo
- Carla Peterson
- César Troncoso
- Andrea Pietra